# Vinil-klorid
| Vinil-klorid |                                                             |
| \| \| \| |                                                             |
| IUPAC-név | Klór-etén                                                   |
| Más nevek | Klór-etilén                                                 |
| Kémiai azonosítók                                                                                               |                                                             |
| CAS-szám | 75-01-4                                                     |
| PubChem | 6338                                                        |
| ChemSpider | 6098                                                        |
| EINECS-szám | 200-831-0                                                   |
| KEGG | C06793                                                      |
| ChEBI | 28509                                                       |
| RTECS szám | KU9625000                                                   |
| SMILES | C=CCl                                                       |
| InChIKey | BZHJMEDXRYGGRV-UHFFFAOYSA-N                                 |
| Beilstein | 1731576                                                     |
| Gmelin | 100541                                                      |
| UNII | WD06X94M2D                                                  |
| ChEMBL | CHEMBL2311071                                               |
| Kémiai és fizikai tulajdonságok                                                                                 |                                                             |
| Kémiai képlet                                                                                                   | C2H3Cl                                                      |
| Moláris tömeg                                                                                                   | 62,498 g/mol                                                |
| Megjelenés | Színtelen gáz                                               |
| Sűrűség | 2,86 kg/m³ (gáz, 0 °C) 0,970 g/cm³ (folyadék, forrásponton) |
| Olvadáspont | - 153,7 °C                                                  |
| Forráspont | -13,4 °C                                                    |
| Oldhatóság (vízben)                                                                                             | Gyakorlatilag oldhatatlan, 1,1 g/l (20 °C)                  |
| Gőznyomás | 3,343 bar (20 °C)                                           |
| Veszélyek |                                                             |
| EU osztályozás                                                                                                  | Mérgező (T), Nagyon gyúlékony (F+), rákkeltő                |
| R mondatok | R45, R12                                                    |
| S mondatok | S53, S45                                                    |
| Lobbanáspont | -78 °C                                                      |
| Öngyulladási hőmérséklet                                                                                        | 415 °C                                                      |
| LD50 | 500 mg/kg (patkány, szájon át)                              |
| Ha másként nem jelöljük, az adatok az anyag standardállapotára (100 kPa) és 25 °C-os hőmérsékletre vonatkoznak. |                                                             |
| |                                                             |

A vinil-klorid (vagy monoklór-etilén) egy szerves vegyület, az etilén klórtartalmú származéka (H2C=CHCl). Színtelen, szagtalan, nagyobb koncentrációban édeskés szagú, narkotikus hatású gáz, mérgező tulajdonságú. Vízben igen kevéssé oldódik, de etanol és dietil-éter jól oldja. Gyakorlati jelentősége nagy, nagy mennyiségben használják fel PVC gyártására.

## Kémiai tulajdonságai
Fény vagy hevítés hatására polimerizálódik, PVC-vé alakul. Gyúlékony gáz, meggyújtva elég, égésekor hidrogén-klorid és nyomokban foszgén keletkezik.

## Előállítása
A vinil-kloridot a legnagyobb mennyiségben etilénből kiindulva állítják elő. Az etilént klór addíciójával 1,2-diklór-etánná alakítják. Ebből hevítés hatására hidrogén-klorid lép ki (elimináció) és vinil-kloriddá alakul.
{\displaystyle \mathrm {CH_{2}Cl{-}CH_{2}Cl\rightarrow CH_{2}{=}CH{-}Cl+HCl} }
Egy másik eljárás szerint acetilénből higany(II)-klorid katalizátor jelenlétében állítják elő hidrogén-klorid addíciójával.
{\displaystyle \mathrm {CH{\equiv }CH+HCl\rightarrow CH_{2}{=}CH{-}Cl} }

## Felhasználása
A vinil-klorid polimerizációjával PVC-t (poli-(vinil-klorid)) állítanak elő, ami fontos műanyag. A PVC-hez különböző lágyítókat adnak, így különböző keménységű műanyagok készíthetők. PVC-ből készülnek fóliák, csövek, padlóburkolatok és számos használati tárgy.

## Veszélyei
A vinil-klorid mérgező tulajdonságú. Keringési zavarokat idézhet elő, a máj és a lép károsodását okozhatja. Májrákot okozhat hosszabb behatás esetén.